# Elitserien 1982/1983
Sezóna 1982/1983 byla 8. sezonou Švédské ligy ledního hokeje. Mistrem se stal tým Djurgårdens IF. Poslední tým sestoupil a předposlední hrál baráž o udržení proti nejlepším celkům druhé ligy.
| Vysvětlivky                              |
| ---------------------------------------- |
| Tým nepostupující do semifinále play off |
| Tým hrající Kvalserien (baráž)           |
| Sestupující tým                          |

## Základní část
| Poř. | Tým                | Z  | V  | R | P  | Skóre     | B  |
| ---- | ------------------ | -- | -- | - | -- | --------- | -- |
| 1    | Färjestads BK      | 36 | 22 | 6 | 8  | 184 - 123 | 50 |
| 2    | Djurgårdens IF     | 36 | 21 | 7 | 8  | 169 - 120 | 49 |
| 3    | AIK                | 36 | 20 | 7 | 9  | 151 - 107 | 47 |
| 4    | IF Björklöven      | 36 | 19 | 5 | 12 | 146 - 119 | 43 |
| 5    | Leksands IF        | 36 | 17 | 5 | 14 | 157 - 149 | 39 |
| 6    | Brynäs IF          | 36 | 12 | 8 | 16 | 143 - 160 | 32 |
| 7    | Västra Frölunda IF | 36 | 12 | 6 | 18 | 135 - 160 | 30 |
| 8    | Skellefteå AIK     | 36 | 10 | 7 | 19 | 119 - 149 | 27 |
| 9    | MoDo AIK           | 36 | 9  | 6 | 21 | 128 - 194 | 24 |
| 10   | Hammarby IF        | 36 | 7  | 5 | 24 | 126 - 177 | 19 |

## Play off

### Semifinále
- Färjestads BK - AIK 2:1 (7:3, 5:7, 8:3)
- Djurgårdens IF - IF Björklöven 2:1 (6:1, 2:5, 3:0)

### Finále
- Färjestads BK - Djurgårdens IF 2:3 (6:1, 2:7, 3:1, 1:4, 2:6)